# Bixbyíta
La bixbyíta es la forma mineral del óxido de manganeso (III), Mn3+2O3. Descubierta en 1897 en cavidades de riolita, fue descrita por primera vez por los mineralogistas estadounidenses S .L. Penfield y H. W. Foote, y su nombre honra al vendedor y prospector de minerales de Estados Unidos Maynard Bixby, autor de un catálogo de minerales de Utah, que fue quien les proporcionó las muestras; estas procedían de Maynard's Claim (Pismire Knolls), a unas 35 millas al suroeste de Simpson, cordillera de Thomas (condado de Juab, Utah).
Otros nombres que recibe este mineral son sitaparita y manganbixbyíta.

## Propiedades
La bixbyíta es un mineral negro opaco de brillo metálico. Tiene una dureza entre 6 y 6,5 en la escala de Mohs y una densidad de 4,95 g/cm³. Cristaliza en el sistema cúbico, clase diploidal (m3 (2/m 3)).
Aunque anteriormente la bixbyíta era considerado un óxido múltiple de manganeso y hierro  de composición (Mn3+,Fe3+)2O3, actualmente la IMA clasifica este mineral como óxido de manganeso únicamente, siendo considerada la presencia de hierro una impureza.
No obstante, en algunas muestras de este mineral (como en las procedentes de la localidad tipo) el contenido de hierro y manganeso es comparable. En mucha menor proporción puede también aparecer como impureza aluminio.

## Morfología y formación

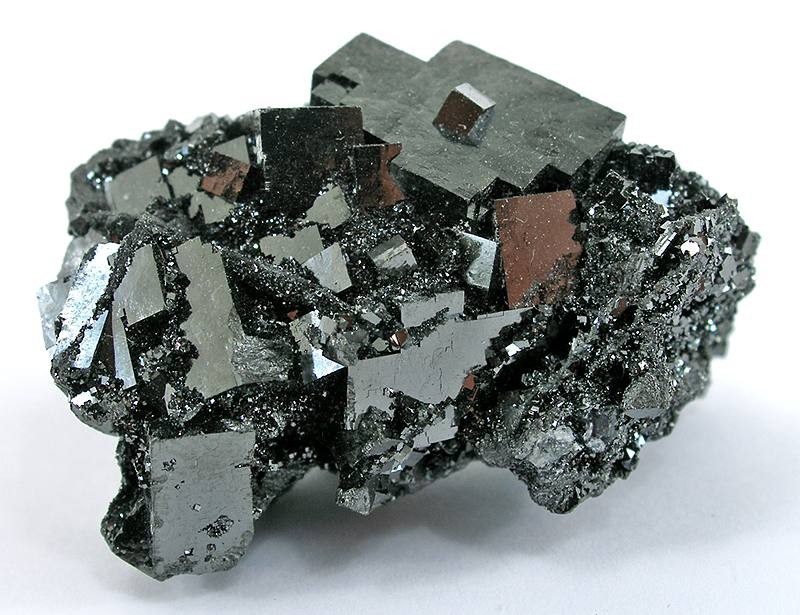
Bixbyíta procedente de los campos de manganeso del Kalahari (Kuruman, Sudáfrica)

La bixbyíta forma cubos, raramente modificados por {112} o {111}, habitualmente estriados, cuyo tamaño es de hasta 6 cm. También puede presentarse con hábito masivo.
Suele encontrarse en el interior de cavidades y fisuras de rocas riolitas. También puede aparecer en yacimientos de minerales de manganeso que han sufrido metamorfismo, pneumatolítico o hidrotermal.
Un mineral que se encuentra típicamente asociado a éste es la braunita (en menas de manganeso). Otros minerales asociados son topacio, spessartina, berilo, cuarzo, sanidina, pseudobrookita y hematita.

## Yacimientos
La localidad tipo de este mineral está en la cordillera Thomas, en Utah (Estados Unidos); en este mismo estado hay también bixbyíta en la sierra Wah Wah, en el condado de Beaver.
México cuenta con depósitos en Victoria de Durango, Coalcomán de Vázquez Pallares (Michoacán) y Villa de Arriaga (San Luis Potosí). En Argentina —en el valle de las Plumas (Chubut)— se han encontrado cristales notables de entre 2 y 15 mm de diámetro de color negro metálico brillante.
En España se ha encontrado este mineral en Ripollés (Gerona).
También en Italia, en Riccò del Golfo di Spezia (La Spezia) y en Piz Scerscen (Sondrio).